# Peugeot Type 91, 101 e 120
Le Type 91, 101 e 120 sono tre modelli di autovettura prodotti tra il 1907 ed il 1909 dalla casa automobilistica francese Peugeot.

## Profilo
La Type 91 del 1907 altro non era che una versione spider della Type 81, con la quale condivideva telaio e meccanica. La Type 91 era però una spider solo fino ad un certo punto: infatti, oltre ai due posti classici di una spider, ricopribili tramite una capote in tela, la Type 91 offriva addirittura altri 4 posti di fortuna, situati nella parte posteriore della vettura e sistemati su due file disposte schiena contro schiena. Era pertanto una configurazione del tutto particolare che introduceva il concetto di posto della suocera in voga fino agli anni trenta. Per questi motivi la Type 91 era di dimensioni tutt'altro che ridotte per l'epoca, grazie ai suoi 3.8 m di lunghezza e al passo di 2.74 m che assicurava una buona abitabilità per gli occupanti. Era equipaggiata con lo stesso motore della Type 81, vale a dire un'unità a 4 cilindri da 2207 cm³ di cilindrata. Tale propulsore permetteva alla Type 91 di raggiungere i 70 km/h di velocità massima. La Type 91 fu prodotta dal 1907 alla fine del 1908 in 339 esemplari, un buon numero per l'epoca. Ma già all'inizio del 1908 fu introdotta la Type 120, una vettura che era un'alternativa cabriolet alla Type 91. Realizzata sul telaio a passo allungato di quest'ultima, era però equipaggiata da un motore da 3054 cm³, sempre a 4 cilindri, che garantiva una migliore erogazione di coppia. Quando alla fine del 1908 la Type 91 fu tolta di produzione, fu proposta la Type 101, disponibile sia come spider sia come cabriolet. La Type 101 era realizzata sullo stesso telaio della Type 120 e ne condivideva anche il motore. Entrambe furono tolte di produzione all fine del 1909. Quanto ai dati di produzione, la Type 120 non riscosse un buon successo e fu prodotta in appena 11 esemplari, mentre la Type 101 andò decisamente meglio, pur senza ottenere niente di eclatante e totalizzò 75 esemplari prodotti.